# Kurt Anton Hueber
Kurt Anton Hueber (* 9. Juli 1928 in Salzburg; † 10. März 2008 in Wien) war ein österreichischer Komponist und Pädagoge.

## Leben
Kurt Hueber erhielt im Jahr 1935 seinen ersten Klavierunterricht. In den Jahren von 1942 bis 1948 studierte er an der Reichshochschule bzw. Musikhochschule Mozarteum Salzburg Klavier bei Franz Ledwinka, Dirigieren bei Paul Walter, Violoncello bei Georg Weigl und Komposition bei Johann Nepomuk David. 1948 legte er am Mozarteum die Reifeprüfungen in Klavier und Dirigieren ab.
Von 1950 bis 1954 studierte Hueber an der Universität Wien Musikwissenschaft und Romanistik und wurde 1955 mit der Dissertation Die Wiener Opern Giovanni Bononcinis von 1697 bis 1710 zum Dr. phil. promoviert. Gleichzeitig schloss er an der Kunstakademie eine weitere Ausbildung als Dirigent bei Clemens Krauss und Hans Swarowsky ab.
Von 1949 bis 1950 arbeitete Hueber am Opernhaus Graz als Korrepetitor und von 1958 bis 1960 am Landestheater Linz als Kapellmeister. In den Jahren von 1962 bis 1995 war er Leiter der Musikschule Döbling in Wien. Zudem hatte er von 1980 bis 1993 einen Lehrauftrag für Akustik an der Hochschule für Musik und darstellende Kunst.
Hueber war von 1984 bis 2001 Vorstandsmitglied des Österreichischen Komponistenbundes Wien (ÖKB) und von 1991 bis 1998 Präsident der Internationalen Gesellschaft für Ekmelische Musik Salzburg. Zudem war er Vorstandsmitglied der Interessensgemeinschaft Niederösterreichischer Komponisten Wien (INÖK).
Er war ab 1970 Mitglied der Freimaurerloge Libertas Gemina und 1980 Gründungsmitglied der Loge Zu den 7 Himmeln sowie Mitglied der Forschungsloge Quatuor Coronati.

## Auszeichnungen
- 1967: Förderungspreis der Stadt Wien[2]
- 1992: Würdigungspreis des Landes Niederösterreich für Musik

## Werke (Auswahl)
Zusammenstellung nach dem Werkverzeichnis auf der Musikdatenbank von Music Information Center Austria.

### Ensemblemusik
- Drei Tierlieder für vierstimmig gemischten Chor, Texte von Johann Wolfgang von Goethe und Eduard Mörike (1957)[4]
- Blumen Sechs Lieder für vierstimmig gemischten Chor, Texte von Eduard Mörike, Nikolaus Lenau, Richard Dehmel, Gottfried Benn, Theodor Storm, Börries Freiherr von Münchhausen (1958)[5]
- Mitten wir im Leben sind mit dem Tod umfangen Choralmotette (1960)[6]
- Trio Violine, Viola und Violoncello (1964)[7]
- Fabulae Sechs leichte Stücke für Violine und Klavier (1967)[8]
- Erste Symphonie, op. 6 (1964)[9]
- Zweite Symphonie (1964)[10]
- Sonate für Trompete und Klavier op. 9 (1967)[11]
- Monteverdiana Divertimento sopra un tema di Claudio Monteverdi für Violine und Klavier, op. 8 (1967)[12] Instrumentierung für Flöte, Violine, Fagott und Cembalo von Vaclav Riedbauch (1993)[13]
- Bläserquintett für Flöte, Oboe, Klarinette, Fagott und Horn, op. 10 (1968)[14]
- Symphonie für Bläser und Schlagzeug, op. 12 (1968)[15]
- Glockenspektren für Klavier und Röhrenglocken, op. 13 (1969)[16]
- Spectrales für Klavier, Vibraphon, Röhrenglocken, drei Tamtam und drei Becken, op. 14 (1970)[17]
- Iris für Klavier, Vibraphon, drei Tamtam und drei Becken, op. 15 (1972)[18]
- Dithyrambos für zwei Violinen, op. 16 (1973)[19]
- Formant spectrale für großes Streichorchester, op. 17 (1974)[20]
- Trauermusik für vier Horntuben oder vier Hörner, op. 18 (1976)[21]
- Memento mori Quintett für fünf Posaunen, op. 19a (1977)[22]
- Requiem Quintett für vier Horntuben (Hörner) und Kontrabasstuba, op. 21 (1977)[23]
- Sonate für Klarinette und Klavier op. 24 (1978)[24]
- Intrada für Trompete und Orgel op. 26 (1980)[25]
- Intrada für Blechbläserquintett op. 26a (1980)[26]
- Osiris-Hymnus Quintett für vier Horntuben (Hörner) und Kontrabasstuba, op. 27 (1980/1981)[27]
- Musica di Pan per Oboe e Pianoforte Duo für Oboe und Klavier, op. 32 (1984)[28]
- Hiroshima - Promemoria für 2 Flöten, 2 Klarinetten, Baßklarinette, Posaune, Vibraphon, 3 Becken, 3 Tamtam, große Trommel und Klavier, op. 33 (1986)[29]
- Âvâz-e dasti, darâmad-e yakom Metamorphosen eines iranischen Gesanges für Oboe und Harfe, op. 34 (1988)[30]
- Papageniana Variationensuite für Streichorchester, op. 36 (1991)[31]
- Dankos Herz Drei mythologische Szenen nach Maxim Gorki für Streichquartett, op. 37 (1993)[32]
- Völuspá Drei mythologische Szenen (Edda) für Violine und Streichorchester, op. 39 (1993)[33]
- Szene und Lied 1854 nach Fritz von Herzmanovsky-Orlando für Baß und Kammerensemble, op. 40 (1994)[34]
- Die Spiegelwelt des linken Weges nach Fritz von Herzmanovsky-Orlando, Suite für zwei Klaviere, op. 41 (1994)[35]
- Die Spiegelwelt des linken Weges II nach Fritz von Herzmanovsky-Orlando, Suite für zwei Klaviere, op. 42 (1994)[36]
- Aktäon Zwei mythologische Szenen für Violine, Violoncello und Klavier (1994)[37]
- Kamaloka für Kammerensemble, op. 45 (1996)[38]

### Solomusik
- Erste Fantasie für Orgel über „Mitten wir im Leben sind mit dem Tod umfangen“ op. 1 (1960)[39]
- Sonate für Violine und Klavier op. 2 (1962)[40]
- Sonate für Viola solo op. 4 (1964)[41]
- Zweite Fantasie für Orgel op. 5 (1964)[42]
- Sonate für Klavier op. 7 (1965)[43]
- Symchromie I (1971)[44]
- Symchromie II (1972)[45]
- Und der Regen, der regnet jeglichen Tag Variationensuite für Gitarre (1975)[46]
- Asche verändert Neun Lieder für Bariton und Klavier nach Gedichten von Alois Vogel, op. 23 (1977/1978)[47]
- Memento mori Solo für Orgel. op. 19 (1977)[48]
- Situation Sieben Lieder für Baßbariton und Klavier nach Gedichten von Alois Vogel, op. 20 (1999)[49]
- Von dir und mir Acht Lieder für Bariton und Klavier nach Gedichten von Alois Vogel, op. 22 (1977/1978)[50]
- Schein und Sein 48 Lieder für Bariton und Klavier nach Gedichten von Wilhelm Busch (1978)[51]
- Erste Sonate für Violoncello solo op. 25/1 (1979)[52]
- Zweite Sonate für Violoncello solo op. 25/2 (1981)[53]
- Drei kleine Orgelstücke (1981)[54]
- Am Rande des Planeten Sechs Lieder nach Gedichten von Helmut Pfandler für Bariton und Klavier, op. 28 (1981)[55]
- Am Rande des Planeten II Acht Lieder nach Gedichten von Helmut Pfandler für Bariton und Klavier, op. 28 (1981)[56]
- Adagio für Violoncello op. 29/1 (1981)[57]
- Capriccio für Violoncello solo op. 29/2 (1981)[58]
- Maskenspiel der Genien Suite für Klavier nach Fritz von Herzmanovsky-Orlando, op. 30 (1982/1983)[59]
- Dendrit für Klarinette (B) solo, op. 31 (1983)[60]
- Shakespeariana Variationensuite für Flöte solo (1989)[61]
- Passages in the Wind Seven Songs for Mezzosopran or Alt and Piano based on Poems by John Gracen Brown, op. 38 (1992)[62]
- Tres Pastorales in Nativitate Domini für Orgel, op. 44 (1994)[63]

### Bühnenmusik
- Das verlorene Gesicht Schauspielmusik, Text: Günther Weisenborn (1958/1959)[64]
- Wie es euch gefällt Schauspielmusik, Text: William Shakespeare (1958/1959)[65]
- Lied der Laute Schauspielmusik (1958)[66]
- Bluthochzeit Schauspielmusik, Text: Federico García Lorca (1959/1960)[67]
- Elisabeth von England Schauspielmusik (1959/1960)[68]
- Gottes Reich in Böhmen Schauspielmusik, Text: Franz Werfel (1959)[69]
- Was ihr wollt Schauspielmusik, Text: William Shakespeare (1959/1960)[70]
- Der Turm Schauspielmusik, Text: Hugo von Hofmannsthal (1959/1960)[71]
- Elektra Schauspielmusik, Text: Gerhart Hauptmann (1963/1964)[72]
- Agamemnon Schauspielmusik, Text: Gerhart Hauptmann (1963/1964)[73]
- Schwarz auf Weiß oder Die allmächtige Feder Satirische Oper in zwei Akten, op. 11 (1968)[74]
- Das Gespenst von Canterville Oper in zwei Akten, op. 35, Text: Attila Böcs (1988/1991)[75]

### Schriften (Auswahl)
- Gli ultimi anni di Giovanni Bononcini: notizie e documenti inediti. In: Atti e memorie dell'Accademia di scienze, lettere e arti di Modena. 5. ser., XII, 1954, ZDB-ID 767401-6, S. 153–171.
- Die Wiener Opern Giovanni Bononcinis von 1697 bis 1710. Dissertation Universität Wien 1955.
- Der österreichische Lyriker. Alois Vogel aus dem Blickwinkel des Komponisten. In: Podium 1989, H. 1, S. 26.